# Rivière à Matte
Pour les articles homonymes, voir Matte.
La rivière à Matte est un affluent de la rive nord-ouest du fleuve Saint-Laurent, coulant dans la municipalité de Neuville, dans la municipalité régionale de comté (MRC) de Portneuf, dans la région administrative de la Capitale-Nationale, dans la province de Québec, au Canada.
La vallée de la rivière à Matte est surtout desservie par la route 365 qui est perpendiculaire au fleuve Saint-Laurent, le chemin du 2e rang, la route Gravel et le chemin Lomer notamment pour les besoins de l'agriculture et de la foresterie, soit les deux principales activités économiques de cette zone.
La surface de la rivière à Matte (sauf les zones de rapides) est généralement gelée de début décembre à fin mars ; la circulation sécuritaire sur la glace se fait généralement de fin décembre à début mars. Le niveau de l'eau de la rivière varie selon les saisons et les précipitations ; la crue printanière survient en mars ou avril.

## Géographie
La rivière à Matte prend sa source en zone forestière dans Saint-Augustin-de-Desmaures, presque à la limite de Neuville, au nord du village de Saint-Nicolas. Cette source est située à 6,1 km au nord du centre du village de Neuville, à 1,9 km au nord-ouest de l'autoroute 40, à 5,0 km au nord-ouest de l'estuaire fluvial du Saint-Laurent, à 5,1 km au nord-est de son embouchure.
À partir de sa source, la rivière à Matte coule ensuite sur une distance de 12,5 km, avec une dénivellation de 81 m, selon les segments suivants :
- 4,1 km vers le sud en formant une courbe vers l'ouest, en zone forestière et en coupant le chemin Lomer, en traversant un petit lac non identifié, jusqu'à son embouchure ;
- 1,7 km vers le sud en formant de très petits serpentins en zone forestière, puis agricole, en coupant la route 365, jusqu'au pont de l'autoroute 40 ;
- 3,0 km vers le sud en zone agricole, jusqu'au chemin de fer du Canadien Pacifique ;
- 3,7 km vers le sud en formant d'abord une boucle vers l'ouest et une série de rapides, en coupant la route 365 avant de former un crochet vers l'ouest, en coupant la route 138, puis forme un nouveau crochet vers l'ouest, jusqu'à son embouchure[4].

La confluence de la rivière à Matte et du fleuve Saint-Laurent est située à 8,8 km au nord-est de l'embouchure de la rivière Jacques-Cartier, à 8,5 km au sud-est du centre de Pont-Rouge.

## Toponymie
Le terme Matte s'avère un patronyme de famille d'origine française. Ce toponyme évoque l'œuvre de vie de Nicolas Matte (Sainte-Geneviève-en-Bray, 1636 – Neuville, 1704) qui émigre en Nouvelle-France avant 1666 comme en témoigne son inscription au premier recensement de la colonie effectué au cours de l'hiver de 1665-1666. Il déclare alors être âgé de 26 ans et habite dans la Seigneurie de Notre-Dame-des-Anges. Quelques années plus tard, en 1670, il s'établit dans la seigneurie de Dombourg « dit La Pointe-aux-Trembles », aujourd'hui Neuville. C'est dans ce lieu qu'il travaille la terre comme fermier et fonde une famille nombreuse avec son épouse Madeleine Auvray, une Fille du roi arrivée à Québec en 1671. Mentionnons que le pionnier Nicolas Matte est l'ancêtre des Matte en Amérique.
Le toponyme rivière à Matte a été officialisé le 5 décembre 1968 à la Commission de toponymie du Québec.